# Yaksan-myeon
Yaksan-myeon (koreanska: 약산면) är en socken i den sydvästra delen av Sydkorea, 355 km söder om huvudstaden Seoul. Den ligger i kommunen Wando-gun i provinsen Södra Jeolla.  Yaksan-myeon består av huvudön Joyakdo och sex obebodda småöar.